# Bernhard VIII. (Lippe)

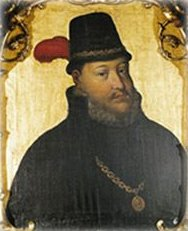
Bernhard VIII. zur Lippe

Bernhard VIII. zur Lippe (* 6. Dezember 1527 in Detmold; † 15. April 1563 ebenda) war von 1547 bis zu seinem Tod 1563 Landesherr der Grafschaft Lippe.

## Leben
Bernhards Vater, der regierende Graf Simon V. zur Lippe, starb 1536, als Bernhard acht Jahre alt war. Da er in diesem Alter die Regierung noch nicht übernehmen konnte, führten Landgraf Philipp von Hessen, Graf Adolph von Schaumburg und Jobst II. von Hoya die Vormundschaft, die Bernhard im evangelischen Glauben erzogen.
1546 trat er dann die Regierung der Grafschaft Lippe an und versuchte während seiner Amtszeit vor allem, den evangelischen Glauben in seiner Grafschaft zu festigen. Dies stieß auf Missfallen des Kaisers Karl V., dessen Truppen im Verlauf des Schmalkaldischen Kriegs (1546–1547) das Land des Grafen besetzten und nach der Niederlage der evangelischen Seite 1548 das Augsburger Interim durchsetzten. In der Folge wurde Lippe zum direkten Reichslehen. 1555 besuchte Bernhard selbst den Reichstag in Augsburg und 1556 berief er eine Versammlung der evangelischen Geistlichkeit in seiner Grafschaft ein. 1556 erklärte er zudem dem Grafen Johann von Rietberg den Krieg und belagerte dessen Hof bis 1557.
1559 übergab Bernhard die Burg Sternberg seinem Bruder Hermann Simon als Paragium. Daraufhin begannen die Schaumburger ihren Erbstreit.

## Nachkommen
Aus der Ehe mit Katharina (1524–1583), Tochter des Grafen Philipp III. von Waldeck–Eisenberg gingen folgende Kinder hervor:
- Anna (1551–1614)

⚭  1576 Graf Wolfgang II. von Everstein–Massow
- Magdalena (1552–1587)

⚭ 1572 Landgraf Georg I. von Hessen-Darmstadt (1547–1596)
- Simon VI. zur Lippe-Brake (1554–1613)

⚭ 1. 1578 Gräfin Irmgard von Rietberg-Arnsberg (1551–1584)
⚭ 2. 1585 Gräfin Elisabeth von Holstein-Schauenburg (1566–1638)
- Bernhardine (1563–1628)

⚭ 1578 Graf Johann Ludwig von Leiningen-Westerburg (1577–1622)